# Murilo Becker
Murilo Becker (Farroupilha, Río Grande del Sur, 14 de julio de 1983) es un exjugador de baloncesto brasileño que actuaba en la posición de pívot. Desarrolló su carrera como profesional en Brasil, aunque también jugó en Bulgaria e Israel. Fue miembro de la selección de baloncesto de Brasil, con la que llegó a disputar dos ediciones de la Copa del Mundo de Baloncesto: 2006 y 2010.

## Trayectoria
En su juventud, Becker jugó al fútbol en la posición de guardameta hasta que a partir de 1996 empezó a practicar baloncesto en el club Grêmio Náutico União de Porto Alegre. Posteriormente lo reclutó el Ubirajá, pasando en 2000 al Bauru, donde finalmente haría su debut como profesional. 
En 2003 se incorporó a la alianza Corinthians-Mogi das Cruzes, donde jugó una temporada. Luego haría lo mismo en el COC Ribeirão Preto, antes de unirse a Franca, club en el que terminaría de consolidarse como jugador. 
En 2007 dejó su país para competir en Europa, pero su paso por el PBK Academic de Bulgaria y por el Maccabi Tel Aviv de Israel fue breve.
Regresó a Brasil en 2008 como refuerzo del Minas Tênis Clube. Dos años después fue fichado por el São José. Pese a convertirse en un jugador emblemático de ese club y a ganarse el apoyo incondicional de sus seguidores (llegó a ser reconocido como el MVP de la temporada 2011-12 del NBB), aun así en 2013 regresó al Bauru.
Sus tres años en ese equipo fueron exitosos, habiendo formado parte del plantel que conquistó la Liga Sudamericana de Clubes 2014 y la Liga de las Américas 2015, además de dos campeonatos estatales paulistas. 
Becker se unió al Vasco da Gama en julio de 2016. Al finalizar la temporada, se anunció que el equipo venezolano Trotamundos de Carabobo lo había contratado para jugar en sus filas como sustituto de Sani Sakakini, pero finalmente el fichaje nunca se completó.
El pívot jugaría tres años más en el NBB, pero ya sin volver a desempeñarse como titular. Asimismo a partir de 2017 comenzó a incursionar en campeonatos de baloncesto 3x3, jugando para los equipos São José Athlon y Our Team Joinville entre otros.

## Selección nacional
Becker jugó para la selección de baloncesto de Brasil, tanto a nivel juvenil como a nivel absoluto.
Disputó dos ediciones de la Copa del Mundo de Baloncesto: 2006 y 2010. 
También integró el equipo que ganó la medalla de oro en los Juegos Panamericanos de 2007 y el que terminó quinto en los de 2011.
Otros logros de Becker con el combinado nacional fueron la conquista de los dos Sudamericanos que jugó (2006 y 2010) y del Torneo de las Américas de 2005.
En 2021 fue convocado para integrar la selección de baloncesto 3x3 de Brasil que se preparaba para obtener un lugar en los Juegos Olímpicos de Tokio 2020, pero una lesión le impidió continuar en el equipo.